# Újmassai őskohó
Az 1813-ban épült újmassai őskohó Magyarország egyik legfontosabb ipari műemléke, Európában is ritkaságnak számít. Mellette áll a Massa Múzeum, egy korabeli, rekonstruált vasverő, illetve egy műszaki skanzen.

## Története
Fazola Henrik már 1765-től telepített kohászati üzemeket a Garadna és a Szinva patakok völgyében. Mária Teréziától alapítólevelet kapott, ami alapján 1772-ben vasolvasztót épített Felső-Hámorban (ma Miskolc-Ómassa), és az üzem beindításához stájer és felvidéki,  vasgyártásban jártas szakembereket telepített le. A telepen kovács- és szegverő üzem is létesült, ez a kohó azonban 1820-ban beszüntette működését.
Fazola Frigyes, a Selmecbányán végzett, kiváló képességű kohómérnök lépett apja nyomdokaiba, 1813-ban Újmassán új kohót épített, s a kohóüzemek munkájához, a hámorok működtetéséhez víztározót épített, ez a mai Hámori-tó. Az üzemeket 1847-ben meglátogatta István nádor, de járt itt Petőfi Sándor is, aki hangulatos írásban számolt be a látottakról.
A termelés 1867-ig folyt Újmassán, a vaskohászat ezután áttelepült a Diósgyőr és Miskolc között fekvő területre, amely később Miskolc Diósgyőr-Vasgyár nevű városrésze lett.

## Felépítése
A faszénnel fűtött kohó négy sarokpilléren áll, alapmérete 9,5×8,5 méter, terméskőből épült, zömök, kétlépcsős csonka gúla formájú. A hegyoldaltól szabad három oldalon kosárívű boltövek vannak, a keleti és a nyugati oldali nyílásban történt a levegő fújtatása, az északi nyílásban csapoltak. A sarokpillérek acél vonórudakkal voltak megerősítve. A kohó magassága 11,4 méter, térfogata 22 köbméter volt. Az átlagos napi termelés 1300 kilogramm, az adagsúly 5600 kilogramm volt. A négyrészes fújtatókat működtető vízkerék 7 méter átmérőjű volt, a fújtatók percenként 16 löketszámmal dolgoztak. A nagyolvasztót 1832-ben átépítették. 
A kohóval szoros kapcsolatban vasverő műhely is épült, ahol a farkaskalapácsokat vízzel hajtott kerekekkel működtették. A nagyolvasztóval egy időben kezdték a hámori völgygát építését, amit 1812-ben fejeztek be.

## A muzeális őskohó
Az újmassai kohó termelését 1866-ban állították le. Ettől fogva állapota folyamatosan romlott, mígnem 1951-ben elkezdődött műemléki helyreállítása a Lenin Kohászati Művek és az Országos Műemléki Felügyelőség műszaki és anyagi közreműködésével. A munkálatokkal első ütemben 1954-re készültek el. Az őskohóból évente egyszer, a szeptemberi Fazola-napok keretén belül jelképes csapolást hajtanak végre, miközben sok más programot is rendeznek.
Az őskohó mellett, a Garadna patak partján áll a Massa Múzeum épülete, amelyben a vasmű történetének legfontosabb eseményeit, dokumentumait, valamint az ott használt és készített korabeli szerszámokat és termékeket lehet megtekinteni. Korabeli dokumentumok alapján 1979-ben felépítettek egy kovácsüzemet (vasverőt), amelyben farkaskalapács és a szükséges kiegészítő berendezések láthatók. A kalapácsot ma már természetesen nem vízikerék hajtja, de a turisták és a látogatók kedvéért alkalmanként még beindítják. A területen áll egy rozsdamentes acélból készült csehszlovák–magyar vaskohászati emlékmű. Felirata magyar nyelven: „A csehszlovák és a magyar vaskohászok évszázados együttműködésének emlékére, 1988”.
Az út túlsó oldalán egy műszaki skanzen tekinthető meg, amelyben kohászati és bányászati gépeket és eszközöket helyeztek el. A magyar vaskohászat történetét bemutató teljes kiállítás Miskolc-Felsőhámorban tekinthető meg, az 1960-ban létrehozott Kohászati Múzeumban.

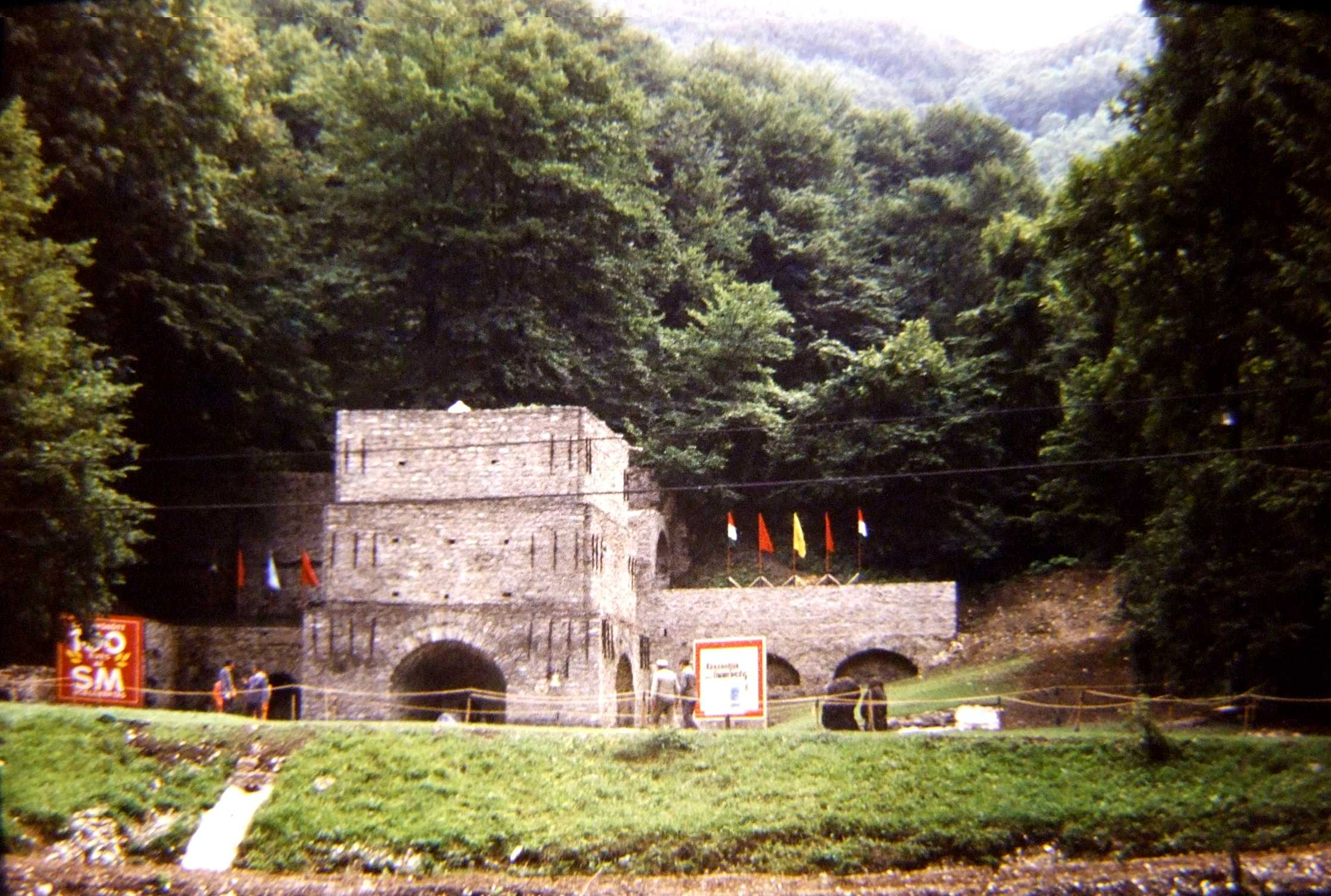
Az őskohó ünnepi díszben
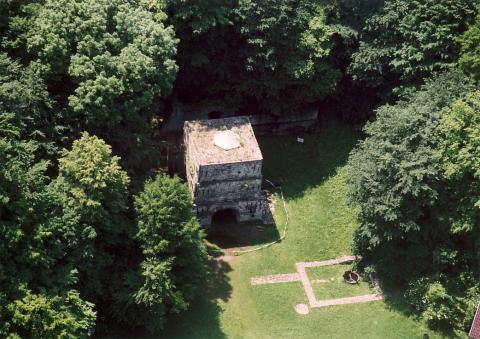
Az őskohó légifotója
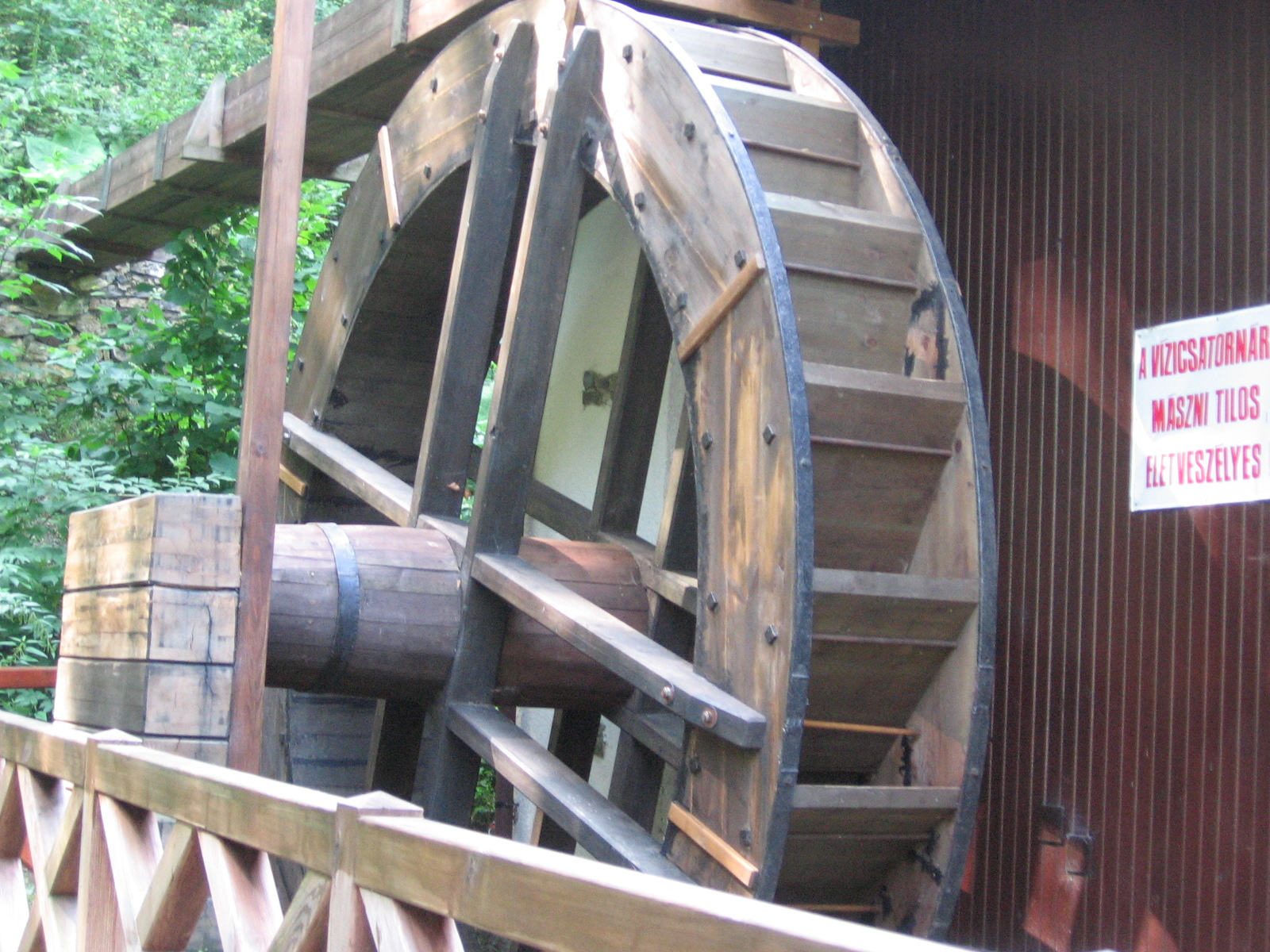
Vízkerék
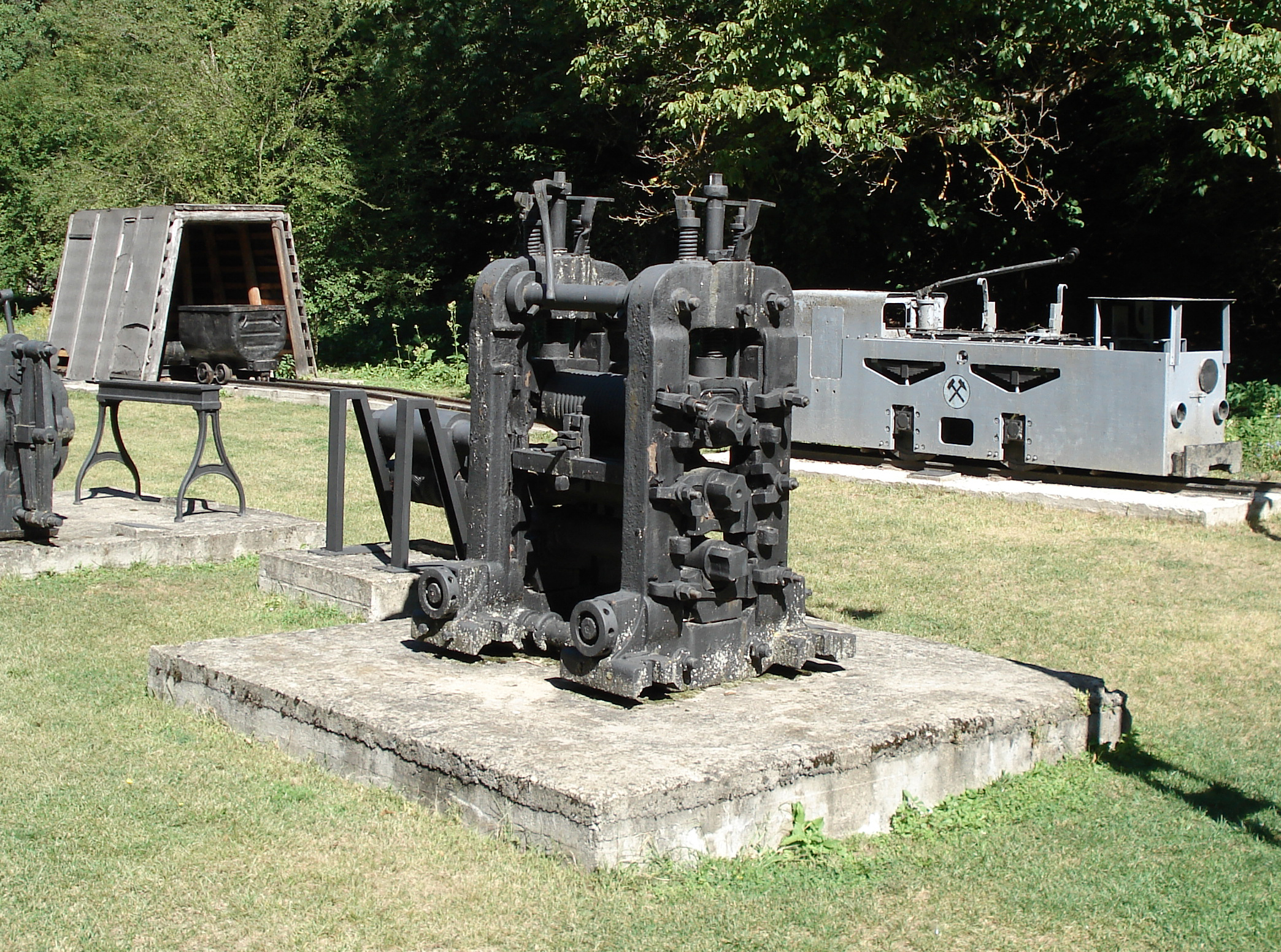
Műszaki skanzen – Régi hengerállvány
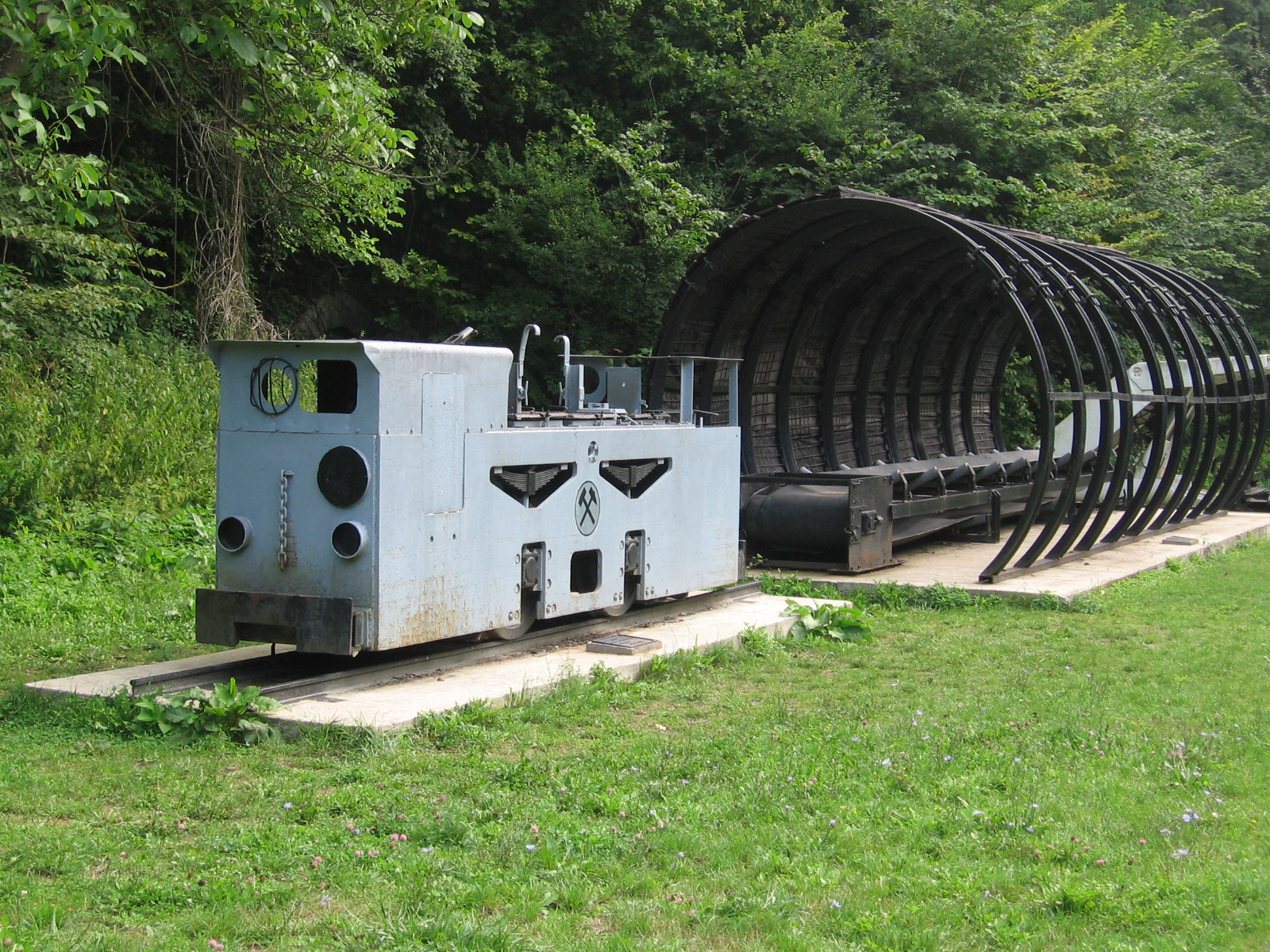
Műszaki skanzen – Vontatómozdony és futószalag
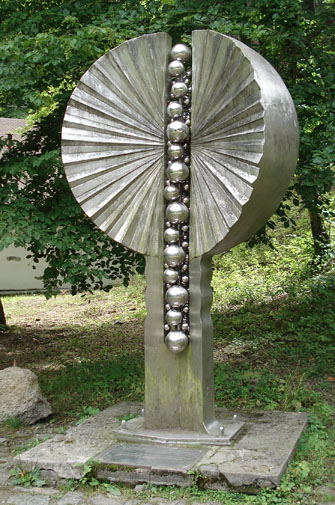
Csehszlovák–magyar vaskohászati emlékmű
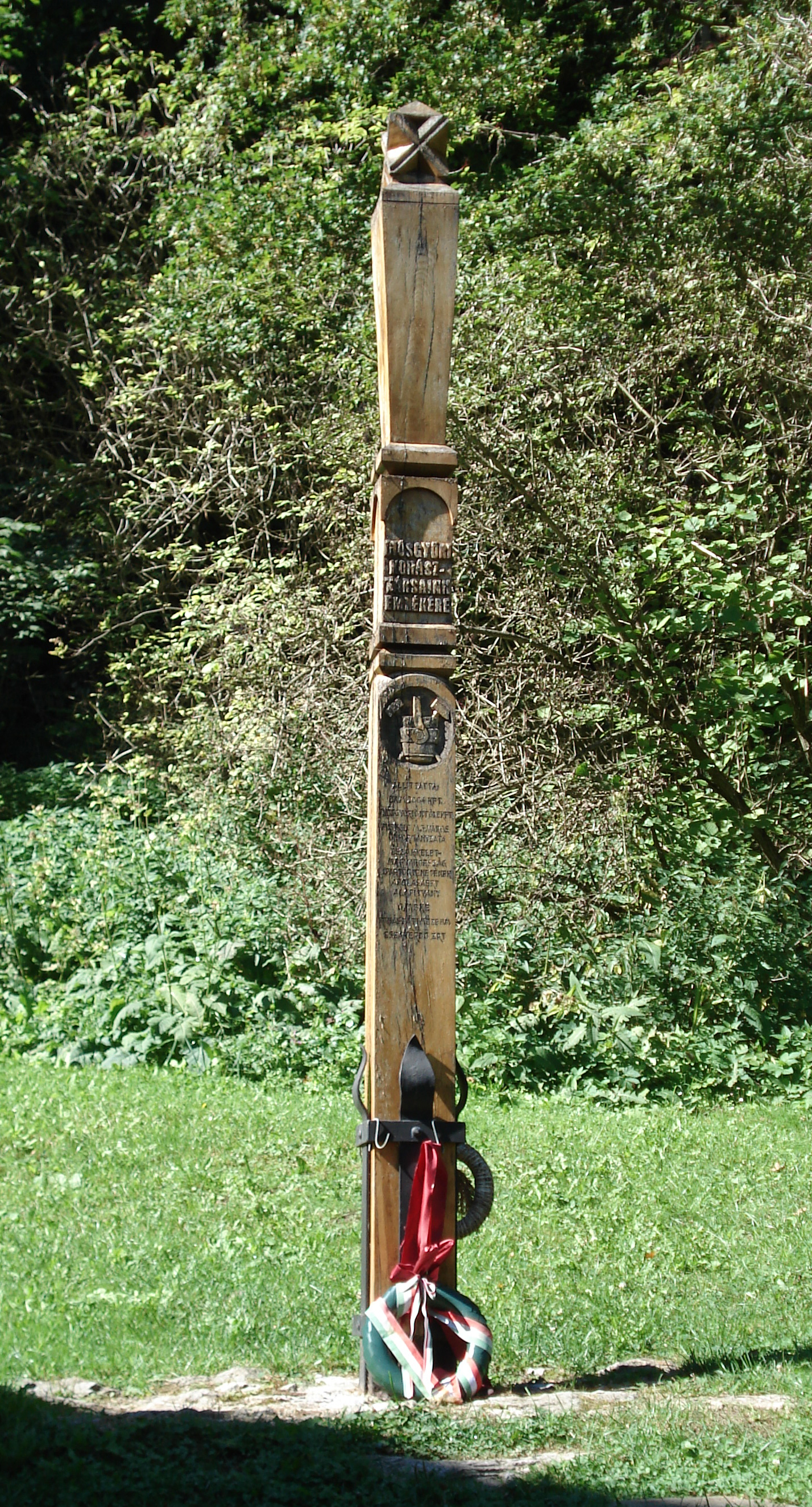
Kohász emlékoszlop
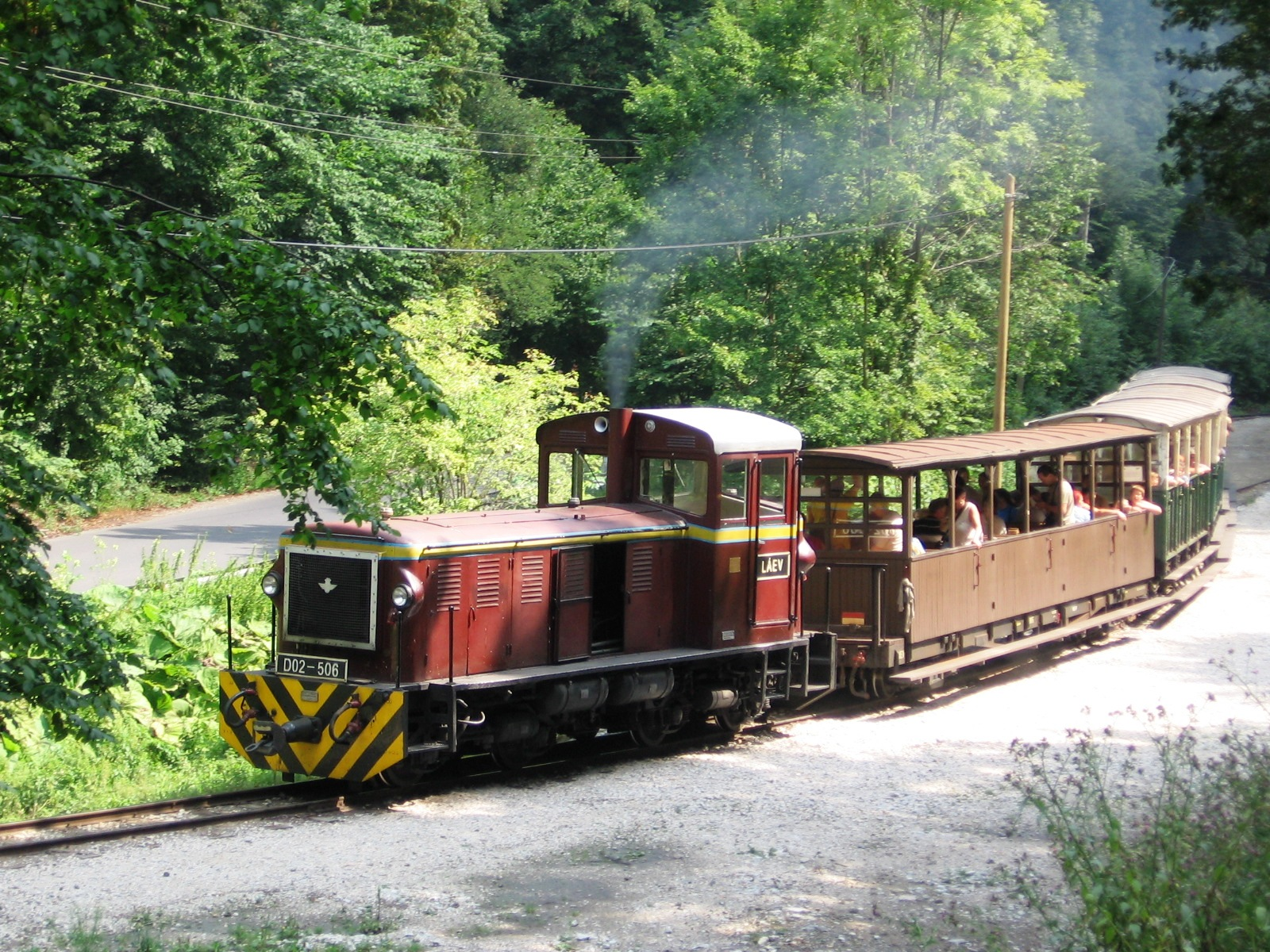
Kisvasút a kohó előtt

## Megközelítés

### Tömegközlekedéssel
- Az őskohó mellett megállója van a lillafüredi kisvasútnak, amely a Bükk legszebb tájain visz végig. A leszállási szándékot jelezni kell a kalauznak.
- 15-ös autóbusszal is megközelíthető, az Újmassa-Őskohó nevű megállóban kell leszállni, ami közvetlenül a kohó előtt van

### Egyéni közlekedéssel
- Gépkocsival a Hámori-tó partján, a Bánkút felé haladó útra kell rátérni. A kohó nagyon jól látható az útról, ingyenes parkolási lehetőség van.